# Pomorski Klasyk
El Pomorski Klasyk (Clásico de Pomerania) fue una carrera ciclista por etapas polaca disputada cada año en el mes de julio en el voivodato de Pomerania. 
Se creó en 2003 como amateur. Desde 2005, la carrera formó parte del UCI Europe Tour en categoría 1.2 (última categoría del profesionalismo). Ningún corredor se ha impuesto en más de dos ocasiones.

## Palmarés
| Año  | Ganador            | Segundo            | Tercero               |
| ---- | ------------------ | ------------------ | --------------------- |
| 2003 | Zbigniew Piątek    |                    |                       |
| 2004 | Piotr Chmielewski  |                    |                       |
| 2005 | Piotr Wadecki      | Pawel Zugaj        | Marek Rutkiewicz      |
| 2006 | Krzysztof Jeżowski | Daniel Czajkowski  | Adam Wadecki          |
| 2007 | Marcin Sapa        | Wojciech Pawlak    | Grzegorz Zoledziowski |
| 2008 | Dariusz Baranowski | Krzysztof Jeżowski | Piotr Zaradny         |
| 2009 | Artur Detko        | Jacek Morajko      | Tomasz Smoleń         |
| 2010 | Dirk Müller        | Kim Lachmann       | Vladimir Duma         |

## Palmarés por países
| País     | Victorias |
| -------- | --------- |
| Polonia  | 7         |
| Alemania | 1         |